# シャールス・バルケル
シャールス・アルヴィーヌス・バルケル（Charles Alvinus Barkel, 1898年2月6日 - 1973年3月7日）は、スウェーデンのヴァイオリニスト。

## 経歴
ストゥーガンに生まれ、1915年までストックホルム音楽院にラーシュ・セッテルクヴィストに、1917年までコペンハーゲン音楽院でペーザ・メラに師事し、1918年にはベルリンに渡ってカール・フレッシュに師事した。この間に、ストックホルム、ヘルシンボリ、ノールショピングのオーケストラでヴァイオリンを弾いていた。
1921年にストックホルム・コンサート協会管弦楽団のヴァイオリン奏者となり、1928年から1935年までコンサートマスターを務めている。1939年には指揮活動にも取り組み、1942年から1954年までウプサラ・コンサート協会の指揮者を務めた。室内楽にも積極的に取り組み、1928年からはバルケル弦楽四重奏団を結成し、1950年代まで活動している。
教授活動にも積極的に取り組み、1924年から1937年までリカド・アンデション音楽院の教授を務めたほか、1926年から1965年までストックホルム音楽院の教授を務め、クロード・ロヨラ・アルゲーン、オットー・キンデルやラース・フリュデーン等、数多くのヴァイオリニストを育てた。
1973年、ストックホルムで死去。